# Polypersonalität
Polypersonalität ist ein Begriff der Allgemeinen Sprachwissenschaft, insbesondere der Sprachtypologie, und bezeichnet die Eigenschaft einiger Sprachen, am Verb mehr als nur einen syntaktischen Aktanten zu markieren, anders als z. B. in den indogermanischen Sprachen. Polypersonalität ist in polysynthetischen Sprachen weit verbreitet.

## Kontrast zu nicht-polypersonalen Sprachen und Beispiele
Die Bedeutung des Begriffs wird am besten deutlich, wenn man polypersonale Sprachen mit nicht-polypersonalen Sprachen wie etwa dem Deutschen anhand von Beispielen vergleicht.
(1.) Hans isst einen Apfel.
Das Verb isst in diesem Satz hat zwei Aktanten: Eine als Subjekt fungierende Nominalphrase, die die semantische Rolle Agens ausfüllt, die also einen aktiv handelnden Teilnehmer bezeichnet (Hans), und eine Nominalphrase, die das Patiens bezeichnet (einen Apfel) und das Objekt darstellt. Am Verb isst sind jedoch nur die grammatischen Eigenschaften (in diesem Fall: Person und Numerus) eines der beiden Aktanten (nämlich die des Subjekts) markiert: Ändert man beispielsweise den Numerus der Subjekt-NP (z. B. in Hans und Klaus), muss sich die Markierung am Verb anpassen (Hans und Klaus essen, vgl. Kongruenz). Ändert man aber den Numerus der Objekt-NP, passiert am Verb gar nichts (Hans isst Äpfel).
In polypersonalen Sprachen ist nun aber genau das der Fall: Am Verb ist nicht nur der agentive Aktant morphologisch markiert, sondern auch der patientive und gegebenenfalls noch weitere Aktanten mit anderen semantischen Rollen.
Das folgende Beispiel stammt aus der irokesischen Sprache Tuscarora:
| (2.) | r-u-tyáːk-e              |  |
|      | 3smA-3sU-marry-PFV       |  |
|      | „Er hat sie geheiratet.“ |  |

Das Präfix r- vertritt pronominal die 3. Person Singular Agentiv ('er'), zusätzlich markiert aber das Präfix u- den patientiven Aktanten ('sie') am Verb (Beide Personen sind im Diskurs, aus dem das Beispiel stammt, bereits vorgekommen und werden durch die Präfixe wieder aufgenommen).
Ähnlich funktioniert folgendes Beispiel aus der Australischen Sprache Jaminjung:
| (3.) | nanggayan guny -bi -yarluga?     |  |
|      | who 2DU.A.3SG.P-FUT-poke         |  |
|      | „Wen wollt ihr zwei aufspießen?“ |  |

Am Verb sind durch das Präfix guny fusional zwei Partizipanten zugleich markiert: Ein Agens („ihr beide“) und zugleich auch ein Patiens (eine 3. Person Singular, die in der englischen Übersetzung nicht berücksichtigt werden kann, eben weil das Englische wie das Deutsche auch nicht polypersonal ist).

## Verbreitung
Sprachen mit Polypersonalität sind nicht auf einen geographischen Raum oder eine bestimmte Sprachfamilie beschränkt. Viele indigene nordamerikanische Sprachen sind polypersonal, das Phänomen ist aber auch in vielen kaukasischen Sprachen, im australischen Raum und in Europa im Baskischen sowie im Ungarischen zu finden.